# Melanostoma pumicatum
Melanostoma pumicatum är en tvåvingeart som först beskrevs av Johann Wilhelm Meigen 1838.  Melanostoma pumicatum ingår i släktet gräsblomflugor, och familjen blomflugor.
Artens utbredningsområde är Tyskland. Inga underarter finns listade i Catalogue of Life.